# Lekkoatletyka na Letnich Igrzyskach Olimpijskich 1988 – sztafeta 4 × 400 m mężczyzn
Sztafetę 4 × 400 metrów mężczyzn podczas XXIV Letnich Igrzysk Olimpijskich w Seulu rozegrano 30 września (eliminacje i półfinały) i 1 października 1988 (finał) na Stadionie Olimpijskim. Zwycięzcą została sztafeta Stanów Zjednoczonych, która biegła w składzie: Danny Everett, Steve Lewis, Kevin Robinzine i Butch Reynolds. Wyrównała w finale rekord świata (i olimpijski) uzyskując czas 2:56,16.

## Rekordy
|                   | Reprezentacja     | Zawodnicy                                             | Czas    | Data                      | Miejsce |
| ----------------- | ----------------- | ----------------------------------------------------- | ------- | ------------------------- | ------- |
| Rekord świata     | Stany Zjednoczone | Vincent Matthews, Ron Freeman, Larry James, Lee Evans | 2:56,16 | 20 października 1968(dts) | Meksyk  |
| Rekord olimpijski | Stany Zjednoczone | Vincent Matthews, Ron Freeman, Larry James, Lee Evans | 2:56,16 | 20 października 1968(dts) | Meksyk  |

## Wyniki
| Poz. - pozycja |
| – rekord świata \| – rekord krajowy \| – rekord życiowy \| = – wyrównany rekord życiowy \| · – najlepszy wynik w sezonie \| = – wyrównany najlepszy wynik w sezonie \| – rekord olimpijski |
| Fn – falstart \| DNF – nie ukończyła \| DNS – nie wystartowała \| DSQ – zdyskwalifikowana                                                                                                  |

### Eliminacje
22 sztafety przystąpiły do biegów eliminacyjnych. Rozegrano trzy biegi. Do półfinałów awansowały po cztery najlepsze sztafety w każdym biegu (Q) oraz cztery z najlepszymi czasami spośród pozostałych (q).

#### Bieg 1
| Poz. | Państwo          | Zawodnicy                                                                                     | Rezultat | Uwagi |
| ---- | ---------------- | --------------------------------------------------------------------------------------------- | -------- | ----- |
| 1    | RFN              | Bodo Kuhn, Mark Henrich, Jörg Vaihinger, Ralf Lübke                                           | 3:03,90  | Q     |
| 2    | Wielka Brytania  | Brian Whittle, Paul Harmsworth, Todd Bennett, Phil Brown                                      | 3:04,18  | Q     |
| 3    | Japonia          | Hirofumi Koike, Kenji Yamauchi, Hiromi Kawasumi, Susumu Takano                                | 3:05,63  | Q     |
| 4    | Australia        | Robert Ballard, Mark Garner, Leigh Miller, Miles Murphy                                       | 3:05,93  | Q     |
| 5    | Barbados         | Seibert Straughn, Richard Louis, Allan Ince, Elvis Forde                                      | 3:06,03  | q     |
| 6    | Sierra Leone     | Horace Dove-Edwin, Felix Sandy, Benjamin Grant, David Sawyerr                                 | 3:10,47  |       |
| 7    | Oman             | Sulaiman Juma Al-Habsi, Mohamed Amer Al-Malky, Abdullah Salem Al-Khalidi, Mansour Al-Baloushi | 3:12,89  |       |
| 8    | Korea Południowa | Hwang Hong-cheol, Yun Nam-han, Yu Tae-gyeong, Jo Jin-saeng                                    | 3:14,71  |       |

#### Bieg 2
| Poz. | Państwo           | Zawodnicy                                                              | Rezultat | Uwagi |
| ---- | ----------------- | ---------------------------------------------------------------------- | -------- | ----- |
| 1    | Jamajka           | Howard Burnett, Devon Morris, Trevor Graham, Howard Davis              | 3:04,00  | Q     |
| 2    | Jugosławia        | Branislav Karaulić, Slobodan Popović, Slobodan Branković, Ismail Mačev | 3:05,62  | Q     |
| 3    | Portugalia        | Paulo Curvelo, Filipe Lombá, António Abrantes, Álvaro Silva            | 3:07,75  | Q     |
| 4    | NRD               | Jens Carlowitz, Michael Schimmer, Mathias Schersing, Thomas Schönlebe  | 3:08,13  | q     |
| 5    | Kanada            | John Graham, Carl Folkes, Paul Osland, Anton Skerritt                  | 3:09,52  | q     |
| 6    | Antigua i Barbuda | Howard Lindsay, Alfred Browne, Oral Selkridge, Larry Miller            | 3:11,04  |       |
| 7    | Zambia            | Douglas Kalembo, Enock Musonda, Jonathan Chipalo, Samuel Matete        | 3:11,35  |       |
| –    | Uganda            | John Goville, Moses Musonge, Mike Okot, Sunday Olweny                  | DNS      |       |

#### Bieg 3
| Poz. | Państwo                  | Zawodnicy                                                                | Rezultat | Uwagi |
| ---- | ------------------------ | ------------------------------------------------------------------------ | -------- | ----- |
| 1    | Stany Zjednoczone        | Andrew Valmon, Kevin Robinzine, Antonio McKay, Steve Lewis               | 3:02,16  | Q     |
| 2    | Kenia                    | Tito Sawe, Lucas Sang, Paul Ereng, Simeon Kipkemboi                      | 3:05,21  | Q     |
| 3    | Nigeria                  | Sunday Uti, Moses Ugbisie, Henry Amike, Innocent Egbunike                | 3:06,59  | Q     |
| 4    | Senegal                  | Ousmane Diarra, Babacar Niang, Moussa Fall, Amadou Dia Ba                | 3:06,93  | Q     |
| 5    | Wybrzeże Kości Słoniowej | Akissi Kpidi, Anatole Zongo Kuyo, Lancine Fofana, Gabriel Tiacoh         | 3:07,40  | q     |
| 6    | Pakistan                 | Bashir Ahmad, Muhammad Sadaqat, Muhammad Afzal, Muhammad Fayyaz          | 3:08,54  | q     |
| 7    | Botswana                 | Joseph Ramotshabi, Kebapetse Gaseitsiwe, Benny Kgarametso, Sunday Maweni | 3:13,16  |       |

### Półfinały
Rozegrano dwa biegi. Do finału awansowały po cztery najlepsze sztafety w każdym biegu (Q).

#### Bieg 1
| Poz. | Państwo                  | Zawodnicy                                                    | Rezultat | Uwagi |
| ---- | ------------------------ | ------------------------------------------------------------ | -------- | ----- |
| 1    | Stany Zjednoczone        | Andrew Valmon, Kevin Robinzine, Antonio McKay, Steve Lewis   | 3:02,84  | Q     |
| 2    | Kenia                    | Tito Sawe, Lucas Sang, Paul Ereng, Simeon Kipkemboi          | 3:03,24  | Q     |
| 3    | Wielka Brytania          | Brian Whittle, Kriss Akabusi, Todd Bennett, Phil Brown       | 3:04,60  | Q     |
| 4    | Australia                | Miles Murphy, Mark Garner, Robert Ballard, Darren Clark      | 3:06,63  | Q     |
| 5    | Barbados                 | Seibert Straughn, Richard Louis, Allan Ince, Elvis Forde     | 3:06,93  |       |
| 6    | Wybrzeże Kości Słoniowej | Akissi Kpidi, René Mélédjé, Djétenan Kouadio, Gabriel Tiacoh | 3:07,15  |       |
| 7    | Portugalia               | Paulo Curvelo, Filipe Lombá, António Abrantes, Álvaro Silva  | 3:07,75  |       |
| 8    | Kanada                   | John Graham, Carl Folkes, Paul Osland, Anton Skerritt        | 3:09,48  |       |

#### Bieg 2
| Poz. | Państwo    | Zawodnicy                                                              | Rezultat | Uwagi |
| ---- | ---------- | ---------------------------------------------------------------------- | -------- | ----- |
| 1    | NRD        | Jens Carlowitz, Frank Möller, Mathias Schersing, Thomas Schönlebe      | 3:00,60  | Q     |
| 2    | RFN        | Norbert Dobeleit, Mark Henrich, Jörg Vaihinger, Ralf Lübke             | 3:00,66  | Q     |
| 3    | Jamajka    | Trevor Graham, Devon Morris, Bert Cameron, Howard Davis                | 3:00,94  | Q     |
| 4    | Nigeria    | Sunday Uti, Moses Ugbisie, Henry Amike, Innocent Egbunike              | 3:01,13  | Q     |
| 5    | Jugosławia | Branislav Karaulić, Slobodan Popović, Slobodan Branković, Ismail Mačev | 3:01,59  | [ 2 ] |
| 6    | Japonia    | Hirofumi Koike, Kenji Yamauchi, Hiromi Kawasumi, Susumu Takano         | 3:03,80  |       |
| 7    | Senegal    | Ousmane Diarra, Babacar Niang, Moussa Fall, Amadou Dia Ba              | 3:07,19  |       |
| 8    | Pakistan   | Bashir Ahmad, Muhammad Sadaqat, Muhammad Afzal, Muhammad Fayyaz        | 3:09,50  |       |

### Finał
| Poz. | Państwo           | Zawodnicy                                                         | Rezultat | Uwagi |
| ---- | ----------------- | ----------------------------------------------------------------- | -------- | ----- |
| 1    | Stany Zjednoczone | Danny Everett, Steve Lewis, Kevin Robinzine, Butch Reynolds       | 2:56,16  | =     |
| 2    | Jamajka           | Howard Davis, Devon Morris, Winthrop Graham, Bert Cameron         | 3:00,30  | [ 3 ] |
| 3    | RFN               | Norbert Dobeleit, Edgar Itt, Jörg Vaihinger, Ralf Lübke           | 3:00,56  |       |
| 4    | NRD               | Jens Carlowitz, Mathias Schersing, Frank Möller, Thomas Schönlebe | 3:01,13  |       |
| 5    | Wielka Brytania   | Brian Whittle, Kriss Akabusi, Todd Bennett, Phil Brown            | 3:02,00  |       |
| 6    | Australia         | Robert Ballard, Mark Garner, Miles Murphy, Darren Clark           | 3:02,49  |       |
| 7    | Nigeria           | Sunday Uti, Moses Ugbisie, Henry Amike, Innocent Egbunike         | 3:02,50  |       |
| 8    | Kenia             | Tito Sawe, Lucas Sang, Paul Ereng, Simeon Kipkemboi               | 3:04,69  |       |